# T'ang Haywen
T'ang Haywen (chinois : 曾海文 Zeng Tian-Fu en pinyin), né le 20 décembre 1927 à Amoy (actuellement Xiamen) dans la province du Fujian (Chine) et mort le 9 septembre 1991 dans le 14e arrondissement de Paris, est un peintre français d'origine chinoise ayant vécu et travaillé à Paris.

## Biographie
Le grand-père de T'ang Haywen lui enseigne la calligraphie. En 1937, au moment de l'invasion japonaise, la famille du jeune homme (« des commerçants prospères ») quitte la Chine et s'installe à Cholon, quartier chinois de Saigon au Vietnam. Après des études secondaires au lycée français de Saïgon, il entame à l'âge de vingt ans une grève de la faim (celle-ci durera dix jours) afin de revendiquer le droit de partir pour la France auprès de son père (qui souhaitait le voir lui succéder dans le commerce de la soie), ce à quoi ce dernier finit par consentir sous la condition qu'il y suive des études de médecine.

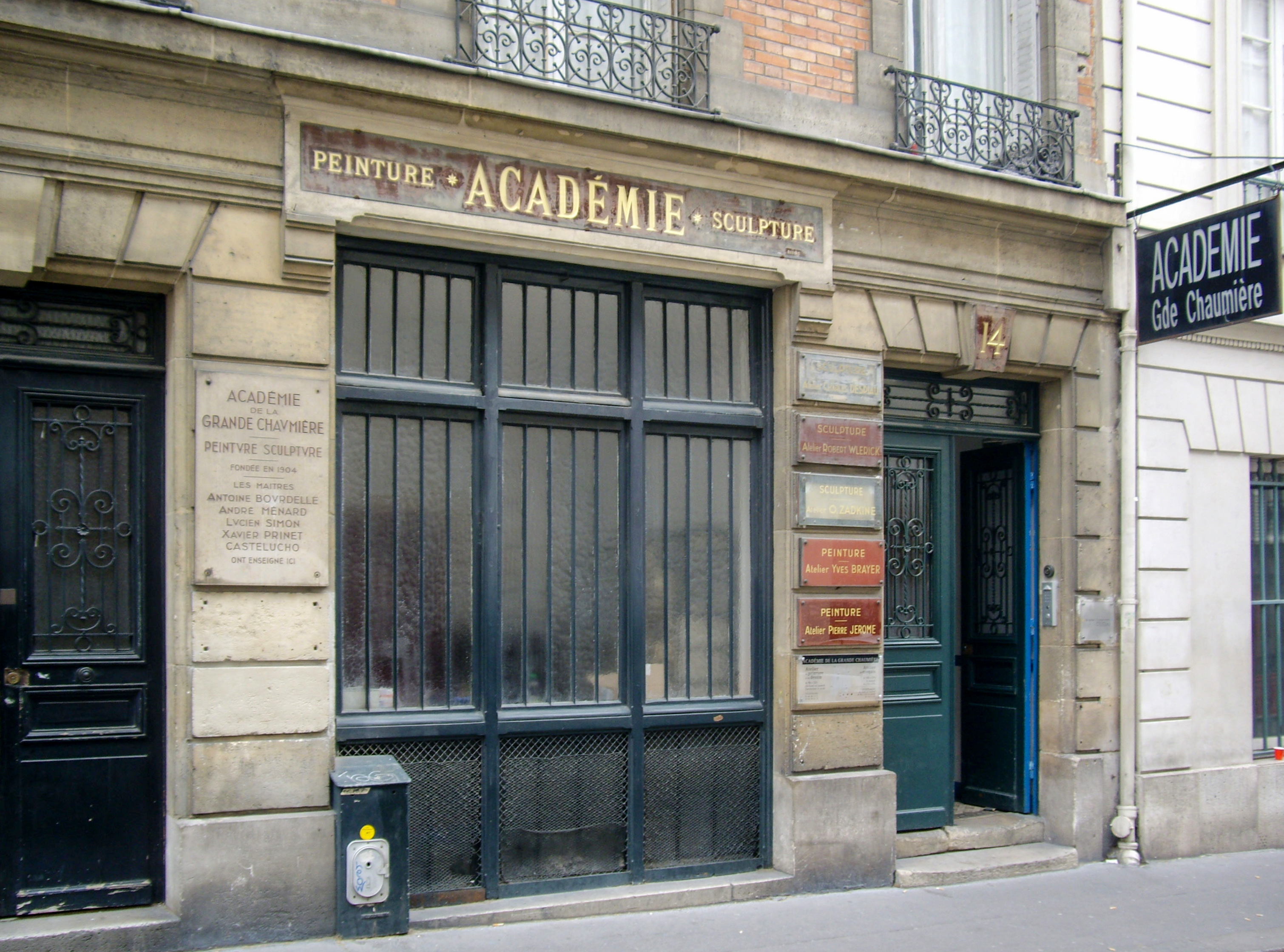
Académie de la Grande Chaumière, Paris

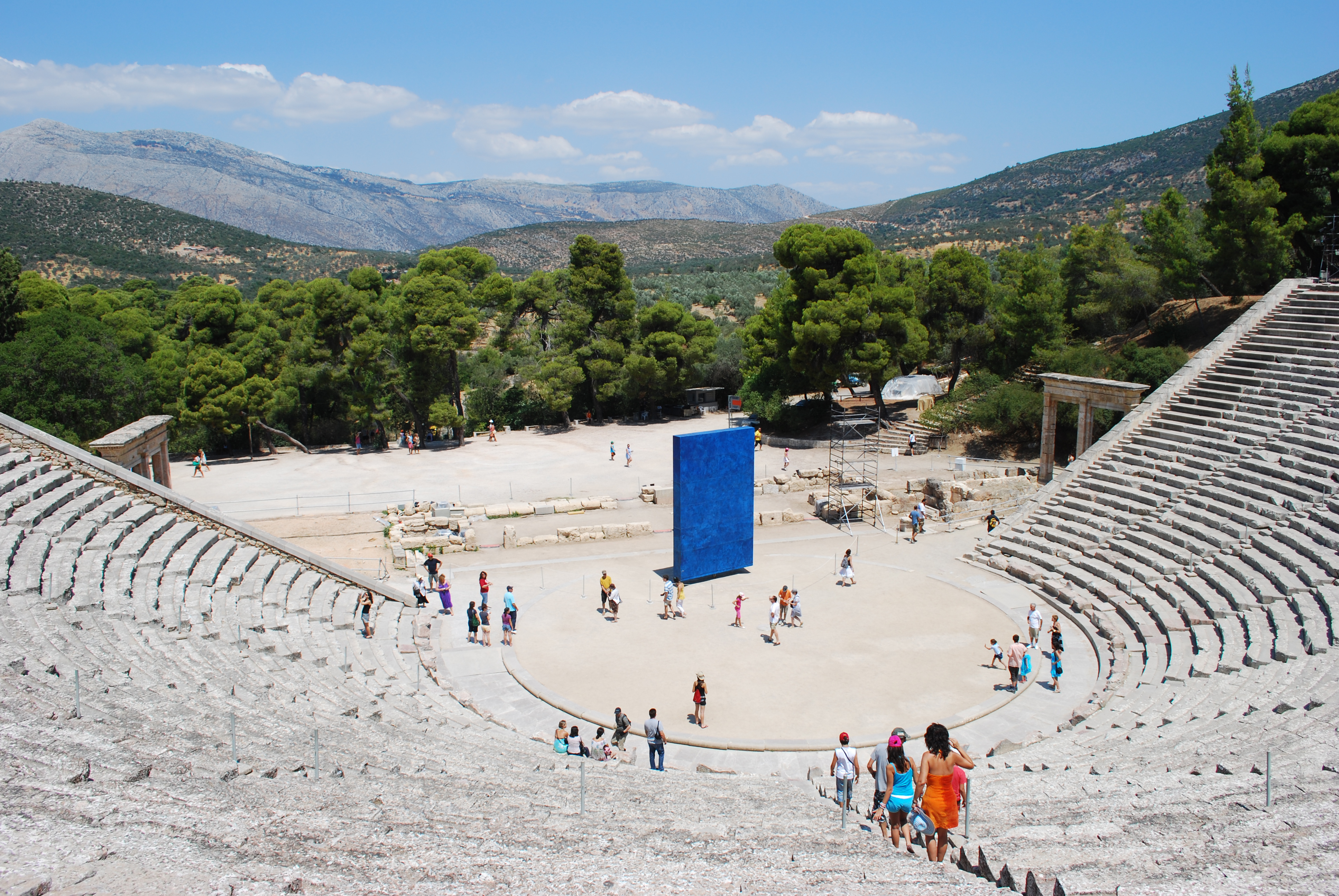
Théâtre d'Épidaure

T'ang part ainsi pour la France et s'installe à Paris en 1948. Il y étudie en fait l'art en fréquentant l'Académie de la Grande Chaumière et les lettres à la Sorbonne avec laquelle il se rend même en Grèce afin de jouer dans la pièce Les Perses d'Eschyle au théâtre d'Épidaure.
Installé au 34, rue Liancourt dans le 14e arrondissement de Paris, où il fait le choix d'un mode de vie qu'il qualifie lui-même d'« austère et simple », T'ang Haywen peint d'abord des œuvres figuratives, des portraits et quelques paysages en utilisant les techniques de l'huile ou de l'acrylique. Il passe progressivement à l'encre au milieu des années 1960 et produit de nombreux lavis en diptyques et triptyques, justifiant ainsi sa prédilection pour ces supports : « en Occident, les peintres avaient tendance à cristalliser leurs œuvres dans un espace précis, avec un noyau central. Le moyen le plus simple de rompre cette cristallisation consiste à pénétrer au cœur même du phénomène : un noyau cellulaire se multiplie par division. Le diptyque redonne le dynamisme, avec lui l'espace n'est plus limité, nous assistons à la marche du monde, un se divise en deux et deux fusionne en un ».
0

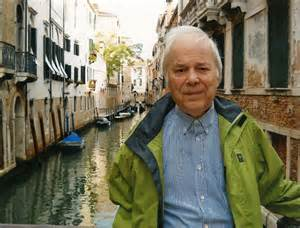
Marc Alyn

De sa longue amitié avec le poète Marc Alyn naîtront divers poèmes-objets (peinture/manuscrit), dont certains figurent à la bibliothèque de l'Arsenal à Paris ainsi qu'un projet de livre commun : Mémorial de l'encre. Dans ses Mémoires, Le Temps est un faucon qui plonge, Alyn consacre un flamboyant portrait à celui qu'il considère comme l'un des trois grands peintres chinois de la modernité avec Zao Wou-Ki et Chang Dai-Chien : « Je m'interrogeais sur la nature de cet oiseleur fragile et indestructible. Qui pouvait rivaliser avec lui côté solitude ? Mais, par ailleurs, qui fut jamais moins seul ? Voyageur immobile, T'ang se tenait aux aguets du visible tel l'insecte qui adopte la couleur et la forme de son environnement, passant inaperçu par souci de sauvegarder son irréductible singularité. Art de lisières, de confins, territoire frontalier livrant une vue imprenable sur l'au-delà. Scribe en lévitation courbé sur ses couleurs, ses pinceaux et ses songes, Haywen capturait le ciel à travers le piège de ses cils. Ainsi surgiront ces lagunes du bout du monde où, sous la torsion des vents marins, tremblent de noirs roseaux ».
T'ang Haywen apprend en juillet 1991 son infection par le VIH. Hospitalisé à l'hôpital Saint-Joseph à Paris, il y meurt le 9 septembre 1991 de complications respiratoires liées au SIDA.
Le décès intestat de T’ang Haywen incita Philippe Koutouzis à retrouver sa famille en Chine, acquérir de son frère les droits de reproduction sur l’oeuvre puis à entamer la rédaction du catalogue raisonné. Après de longues procédures judiciaires remettant en cause ses droits Philippe Koutouzis a bénéficié en 2018 d’une décision de la Cour de Cassation mettant fin à toute remise en cause de ses droits. L’établissement en 2015 à Hong Kong de T’ang Haywen Archives et la création d’un site internet offrent maintenant aux institutions, aux collectionneurs et au public une source fiable d’informations.

## Postérité

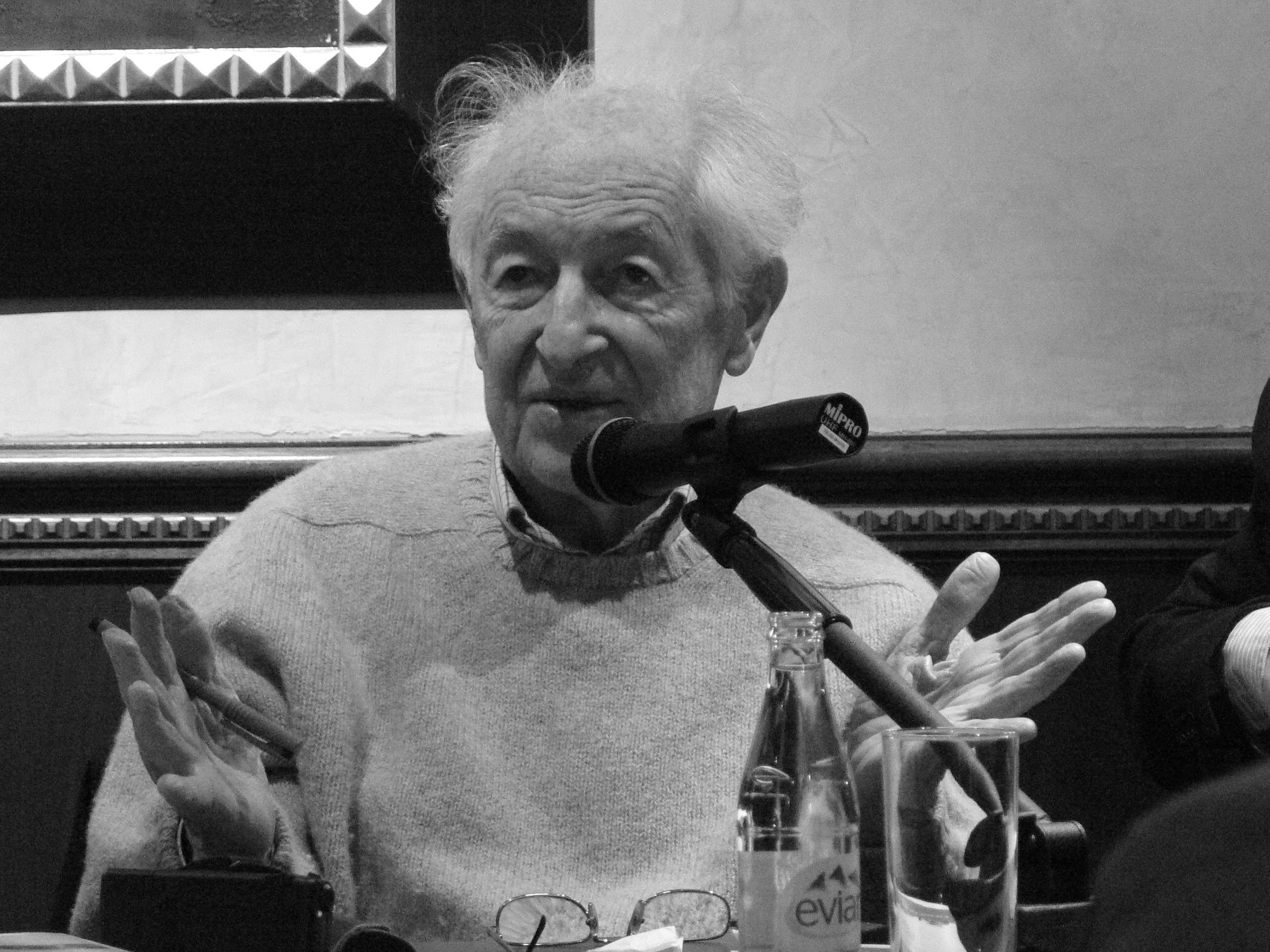
Loránd Gáspár

Sortie de l'ombre après sa mort, l'œuvre de T'ang Haywen est admirée pour la fusion qu'elle réalise entre les principes esthétiques et spirituels chinois et une forme d’expressionnisme abstrait d'origine occidentale. Pourtant T'ang, comme de nombreux autres peintres chinois, rejette le terme d'abstraction pour qualifier sa peinture et déclare en 1972 : 

« Notre sensibilité profonde, liée à l’inconscient, ne peut se développer et grandir que nourrie par le tangible, c’est-à-dire, en ce qui concerne la peinture, par le rappel dans notre mémoire consciente d’expériences sensibles profondes et durables vécues par nous dans le monde réel. »

Depuis son décès en 1991, quatre ventes aux enchères de son atelier à l'Hôtel Drouot (en 1992 et 1993) par le commissaire-priseur Yves-Marie Le Roux, deux expositions rétrospectives, en 1997 et 2002, et un livre paru en 2002 ont apporté à son œuvre le début d'une reconnaissance. Bien qu'il n'ait jamais été intéressé par la réussite matérielle et ait choisi de rester à l'écart des mouvements et du milieu de l'art, T'ang est néanmoins l'inventeur d'un nouveau langage et d'un nouvel espace pictural.
Depuis 1991 de nombreuses expositions, publiques et commerciales, ont été organisées en Europe et en Chine. La dernière en date T'ang Haywen, un peintre chinois à Paris a été présentée à Paris au musée des Guimet suite à une importante donation. Le musée Guimet possède maintenant, avec plus de 500 peintures et dessins, la plus importante collection publique d'oeuvres de T'ang.

## Contributions bibliophiliques
- Loránd Gáspár, Patmos, lavis de T'ang Haywen, éditions Pierre-Alain Pingoud, 1989.
- Loránd Gáspar, La maison près de la mer, lavis de T'ang Haywen, éditions Thierry Bouchard, 1991.
- Loránd Gáspár, Amandiers, lavis de T'ang Haywen, éditions Pierre-Alain Pingoud, 1996.
- Claude Fournet, Oiselleries et criailleries, calligraphies de T'ang Haywen, éditions Galilée, 2012.
- Marc Alyn,en 2019 illustre son livre T'ang Haywen, Memorial de l'encre avec des oeuvres de T'ang.

## Réception critique
- « Héritier de la longue tradition de la calligraphie, il insère cette tradition dans la modernité de la peinture gestuelle occidentale; bouclant ainsi un cycle d'influences réciproques Orient-Occident. Il nous fait, au-delà du plaisir esthétique, nous imprégner de la philosophie pour tenter de comprendre l'art chinois qui n'a jamais de signe gratuit. » - François Le Targat[9]

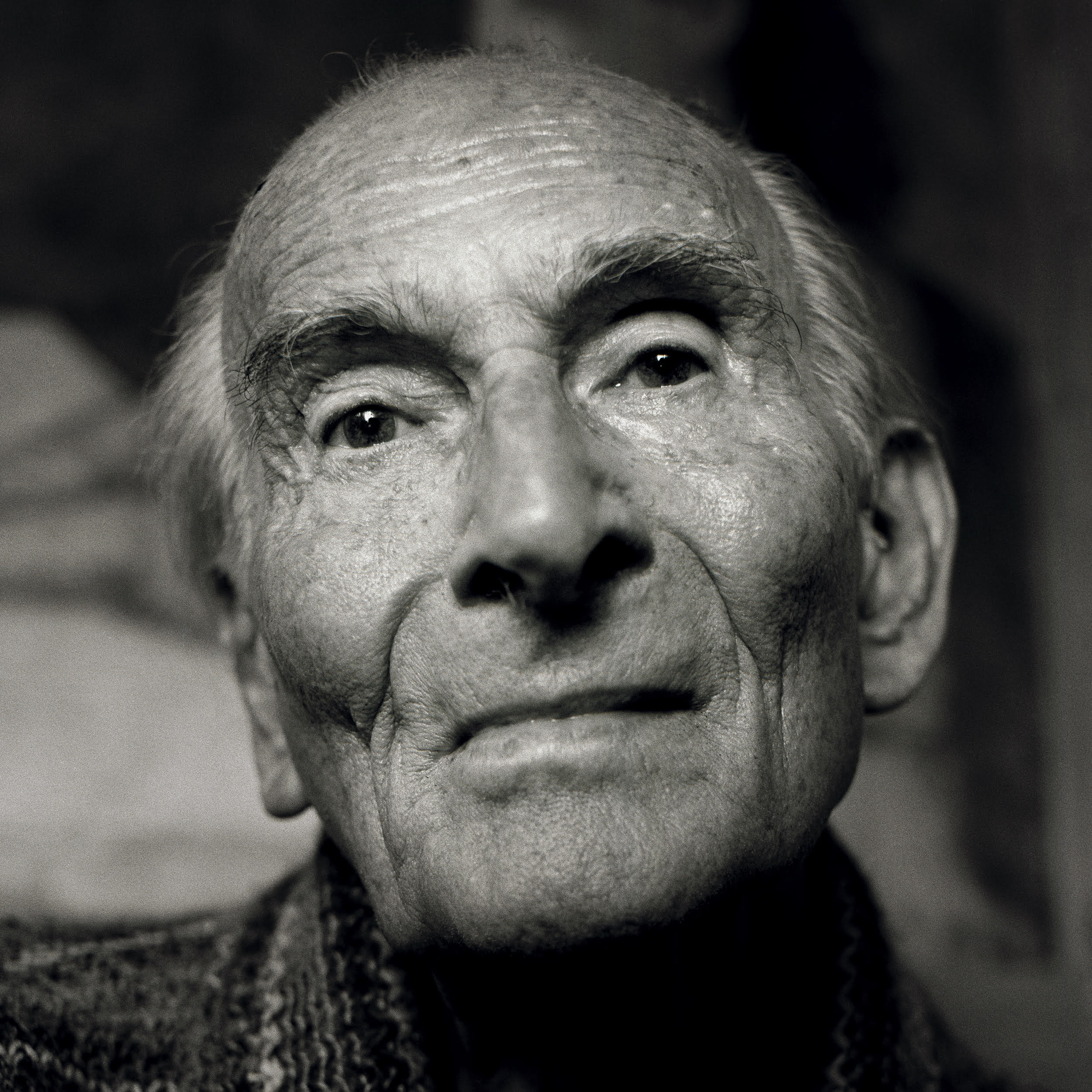
Balthus

- « Je me souviens qu'il passait de longues heures à contempler les paysages et peignait aux premières heures du jour. J'aime ses encres dynamiques et harmonieuses qui démontrent l'esprit de la Chine. Parfois, je pense à lui quand je vois le sommet des montagnes disparaître dans la brume. » - Balthus[15]
- « Le processus créatif de T'ang jaillit du fond de son être et s’incarne en des transpositions poétiques qui égalent celles des plus grands créateurs du XXe siècle. » - Jean-Paul Desroches, ancien conservateur en chef du musée Guimet[2]
- « Il lui suffit d'une trace ou d'une couleur pour évoquer la nature, pour se trouver un ordre qui est le propre de la peinture taoïste depuis plus de deux mille ans. Il n'a rien à démontrer, rien à dire, rien à signifier. » - Claude Fournet[16]
- « Un cœur voyageur et aucune ambition, si ce n'est celle de se laisser guider par sa sensibilité, ses envies de formes et de couleurs. » - Juliette Benhamou[7]
- « En 1991, T'ang Haywen, né en 1927, disparaît, presque oublié, au moment où Chu Teh-Chun (1920-2014) et Zao Wou-Ki (1920-2013), de peu ses aînés, s'imposent comme des figures emblématiques de la modernité artistique chinoise… Dans la trinité qu'il forme avec eux, Zao est le mandarin espiègle et fantasque, sûr de sa position élevée sur de longues racines ; Chu, le guerrier imperturbable reconstruisant encore et toujours ses montagnes ; et lui, T'ang, le papillon qui butine et fertilise le regard. Il s'identifie, dans sa vie et dans son œuvre, à la légèreté du papier, à la fluidité de l'eau ; ainsi utilise-t-il rarement l'huile, bien que ce médium ait fonctionné pour lui comme un révélateur. Sa condition de peintre voyageur et sa quête de simplicité l'incitent à adopter des formats standards : monos, diptyques, triptyques en séries de dimensions identiques qui effacent le souci de l'espace à peindre et de sa matérialité. Ces formats deviennent une caractéristique de son œuvre, mais le grand diptyque y occupe une place particulière. La ligne médiane séparant les deux parties, qui confère structure et équilibre à l'œuvre, définit les pôles, fixe notre regard et aiguise notre perception. Après le passage de la ligne, chaque spectateur peut entrer dans cet espace unique qui autorise les voyages, les errances et les contradictions. Chinois par essence, affranchi des contraintes, T'ang modernise, transforme et approfondit l'introspection de la grande peinture chinoise en s'adonnant aux paysages, reflets instantanés de ses sentiments. » - Philippe Koutouzis[17]

## Collections publiques

### Chine
- M+, West Kowloon Cultural District, Hong Kong[18]. En 2015 Le M+ a établi le record de T'ang Haywen aux enchères en faisant l'acquisition d'une grande encre de 210 x 177 cm réalisée entre 1964 et 1966,

### États-Unis
- Menil Collection (collection Dominique de Ménil), Houston[19].
- Art Institute of Chicago[20].

### France
- Musée Labenche, Brive-la-Gaillarde.
- Musée d'art moderne et d'art contemporain de Nice : deux dessins, encres sur papier en diptyques 70x100cm[21] :
  - Le Grand Un[22] ;
  - Le Grand Deux[23].
- Musée du Pays vaurais, Lavaur, Vue de Lavaur depuis le pont Saint-Roch, dessin[21].
- Bibliothèque de l'Arsenal, Paris.
- Musée Cernuschi, Paris, trois diptyques, dons Jacques Barrère et Jean-Michel Beurdeley[24].
- Musée Guimet, Paris, deux cents œuvres, quatre cents dessins et pièces d'archives[25],[26],[27],[28],[29],[30],[31].
- Musée national d'art moderne, Paris.
- Musée Tavet-Delacour, Pontoise.
- Musée des Beaux-Arts de Quimper.
- Musée Sainte-Croix des Sables-d'Olonne.
- Musée du château de Vitré.

## Collections privées
- Leszek Kanczugovski[32],[33].
- Bengt Söderbergh[34].

## Expositions
T'ang Haywen a été exposé plus d'une soixantaine de fois depuis 1955,.

### Expositions personnelles
- Galerie Voyelles, Paris, 1955[37].
- Ashmolean Museum, Oxford, 1978[3].
- Galerie Nane Stern, Paris, 1975, 1978, 1982, 1986.
- Musée savoisien, Chambéry, 1979.
- Galerie des Ponchettes, Nice, 1980[9].
- T'ang Haywen - Soixante dix lavis, acryliques et aquarelles, Musée des Beaux-Arts de Quimper, novembre 1983 - janvier 1984[38].
- T'ang Haywen - Soixante-dix lavis, acryliques et aquarelles, Musée du château de Vitré, janvier-avril 1984[38].
- Musée des Beaux-Arts La Cohue de Vannes, 1984.
- Foyer Jean-Paul II, Paris, 1988[39].
- Galerie Le Sacre du printemps, Bruxelles, septembre-octobre 1990.
- T'ang Haywen - Rétrospective, musée océanographique de Monaco, 1996[2],[15].
- Les chemins de l'encre - Rétrospective, Taipei, musée national du Palais, 1997[2].
- T'ang Haywen - Rétrospective, musée national des arts asiatiques - Guimet, Paris, juin-septembre 2002[40],[41],[42].
- Les chemins de l'encre - T'ang Haywen, Shiseido Foundation, Tokyo, août-septembre 2002[43].
- T'ang Haywen - Le dernier voyage, Centre culturel Saint-Louis de France, Rome, mars 2006[3],[44].
- Galerie Yishu 8, Pékin, mai-juin 2011[45].
- FEAST Projects à Art Basel Hong Kong – Un Peintre Chinois Moderne: T'ang Haywen, du 23 au 26 Mai 2013.
- T'ang Haywen - Une vie d'encres, salle gothique, Saint-Émilion, juillet-août 2014[46].
- T'ang Haywen - The colours of ink, De Sarthe Gallery, Hong Kong, septembre-octobre 2014[6].
- T'ang Haywen - Works from the 1960s to 1970s, Christie's Hong Kong, octobre-novembre 2015[47].
- T'ang Haywen - Works on paper, HdM Gallery, Pékin, septembre-octobre 2018[48].
- T'ang Boogie : film d'artiste et peintures rares, De Sarthe Gallery, Hong Kong, janvier-mars 2019[49].
- T'ang Haywen, un peintre chinois à Paris, Musée Guimet, mars-juin 2024[25],[26],[27],[28],[29],[30],[31],[50].
- La peinture de T'ang Haywen, Galerie Hervé Courtaigne, Paris, avril-juin 2024[51],[52].
- T'ang Haywen - Chemins de l'encre, Galerie Jean-François Cazeau, Paris, mai-juin 2024[53].

### Expositions collectives
- Asia Art Fair, Hong Kong, 1994[8].
- Encre / Chine - T'ang Haywen, Gao Xingjian, Jean Degottex, Hong Kong University Museum and Art Gallery, mai-juin 2005[54].
- Galerie Encre de Chine, Paris, décembre 2005 - février 2006[55].
- Les maîtres de l'encre : Chang Dai-Chien - T'ang Haywen - Zao Wou-Ki, musée Tavet-Delacour, Pontoise, octobre 1999 - février 2000[2],[56],[57].
- Orient-Occident - Regards croisés, abbaye de Beaulieu-en-Rouergue, 2011[58].
- The Pioneers - Chinese modernists in Paris, De Sarthe Gallery, Hong Kong, mai-juin 2014[59].
- Art Basel (stand De Sarthe Gallery),Hong Kong, mars 2015[60].

### Filmographie
- Tom Tam, T'ang Boogie, T'ang Haywen Archives, 1973, https://tanghaywenarchives.com/fr/art/film (visionner en ligne - Source : YouTube ; durée : 2'32").
- Béatrice Desgranges, T'ang Haywen, un peintre chinois à Paris'', Musée Guimet, 2024 (visionner en ligne - Source : YouTube ; durée : 9'38").
- Vincent Roux et Marie Schuster, T'ang Haywen, à la poursuite de la liberté; France 24, 2024 (visionner en ligne - Source : YouTube ; durée : 4'34").